# Bogliasco
Bogliasco (en ligur Boggiasco o Bugiascu) és un comune italià, situat a la regió de la Ligúria i a la ciutat metropolitana de Gènova. El 2011 tenia 4.515 habitants. Limita amb les comunes de Gènova, Pieve Ligure i Sori.

## Geografia
Situat a la Riviera del Llevant, al sud de Gènova, en una petita cala a la desembocadura del torrent homònim, compta amb una superfície de 4,42 km² i les frazioni de Poggio Favaro-San Bernardo i Sessarego.